# 黃福 (嘉靖進士)
黃福（1496年—？），字子謙，號方山，直隸徽州府休寧縣人，民籍，明朝政治人物。

## 生平
嘉靖元年（1522年）壬午科應天府鄉試第二十五名舉人。嘉靖八年（1529年）中式己丑科會試第二百七十名，登第二甲第七十九名進士。歷官兵部主事、员外郎、郎中，参议、副使，谪通判，升同知、佥事、参议，卒于官。

## 家族
曾祖黃志昂；祖父黃存耕；父黃以盛，母程氏。慈侍下。兄黄雷；黄全，引禮舍人。